# Octopus (yacht)
Octopus er en yacht ejet af Paul Allen, medstifter af Microsoft.
Yachten er hjemmehørende i George Town på Caymanøerne og er bygget af Lürssen. Den er en af de største privatejede yachter.
Den har en fast besætning på 60 personer.